# Mi mujer, la sueca y yo
Mi mujer, la sueca y yo es una película de Argentina filmada en colores dirigida por Arturo García Buhr sobre el guion de C. López Noguerol según la obra teatral de Leslie Stevens que se estrenó el 5 de abril de 1967 y que tuvo como protagonistas a Arturo García Buhr, Aída Olivier y Adriana Gardiazábal.

## Sinopsis
Una sueca pretende tener un hijo con el hombre que integra una pareja de científicos maduros.

## Reparto
- Arturo García Buhr
- Aída Olivier
- Adriana Gardiazábal

## Comentarios
El Heraldo del Cinematografista opinó:

”Las dosis sexis son ingenuas comparadas con lo que el cine ha ofrecido en la materia pero el planteo conforma, además de corresponder a un esquema puritano que permite llegar al desenlace sin ninguna regla de moral y las buenas costumbres”.

Por su parte, Manrupe y Portela escriben:

”Parte del insólito espectáculo combinado de teatro y cine, consistente en dos partes de 60 minutos cada uno (obra y film). La parte filmada se realizó con cámara fija. Otro ejemplo anterior de cine interactivo fue el corto El misterio de la dama de gris de James Bouer de 1939”.